# Sarah-Lavinia Schmidbauer
Sarah-Lavinia Schmidbauer (* 26. September 1980 in Marktoberdorf) ist eine deutsche Schauspielerin.

## Karriere
Nach ihrem Schauspielstudium an der Berufsfachschule Schauspiel München (Abschluss im Oktober 2004) spielte Schmidbauer an diversen Theatern im deutschsprachigen Raum. Auch bei Film und Fernsehen hat sie in ihrer bisherigen Laufbahn ein breites Spektrum an Rollen dargestellt, vom Kinofilm (u. a. Buddenbrooks) über Werbefilm und TV-Serien (u. a. Polizeiruf 110, Tatort) bis zu zahlreichen Kurzfilmen an der Hochschule für Fernsehen und Film München. Mit Rainer Kaufmann drehte sie nach dem Allgäukrimi Erntedank 2009 die BR-Produktion In aller Stille, die 2011 mit dem Grimme-Preis ausgezeichnet wurde.

## Filmografie (Auswahl)
- 2005: Tatort – Leerstand
- 2006: Polizeiruf 110 – Er sollte tot
- 2007: Weißt was geil wär…?!
- 2008: Buddenbrooks
- 2009: Erntedank. Ein Allgäu-Krimi
- 2010: In aller Stille
- 2011: Polizeiruf 110 – Cassandras Warnung
- 2012: Ganz der Papa
- 2012: Milchgeld. Ein Kluftingerkrimi
- 2012: Polizeiruf 110 – Schuld
- 2014: Die Rosenheim-Cops – Eine Leiche zum Bier
- 2014: Morden im Norden – Ausgekocht
- 2015: Tatort – Einmal wirklich sterben
- 2015: SOKO Kitzbühel – Mülltaucher
- 2015: Unter Verdacht – Grauzone
- 2015: Tannbach – Schicksal eines Dorfes – Der Morgen nach dem Krieg
- seit 2016: Lena Lorenz
  - 2016: Spurlos verschwunden
  - 2019: Schatten und Licht
  - 2019: Geschwisterliebe
  - 2022: Freiheit
  - 2022: Baby auf Probe
  - 2022: Mutterliebe
  - 2023: Lügenbaby
  - 2023: Schicksalsschlag
  - 2023: Krank vor Sorge
  - 2023: Gegen den Schmerz
  - 2024: Vertauscht
  - 2024: Harter Bruch
  - 2024: Das Leben ist jetzt
  - 2024: Benita und Muck
  - 2025: Gefährliche Liebe
  - 2025: Vor aller Augen
- 2016: München Mord – Kein Mensch, kein Problem
- 2017: Kommissarin Lucas – Das Urteil
- 2020: Toni, männlich, Hebamme – Sündenbock
- 2021: Daheim in den Bergen – Brüder